# 뉴데일리
뉴데일리(New daily)는 2005년 출범한 대한민국 우파 성향 종합 인터넷 신문이다.
‘자유민주주의·시장경제·자유통일’을 사시(社是)로 한국 사회의 각종 긴박하고 예민한 이슈들을 보도하고 있다. 2006년 야후 등 포털에 뉴스 서비스를 시작했으며, 이명박 대통령 당선 이후 "대형 포털사이트에 게재되는 매체가 진보 편향"이라는 지적이 있은 이후 SK커뮤니케이션에서 운영하던 네이트 뉴스포털에 프레시안을 종료하는 대신 계약하였으며 2009년부터는 '네이버 뉴스캐스트' 서비스도 하고 있다. 본사는 서울특별시 중구 소월로 10번지에 있다. 대한민국의 보수주의 노선을 표방하며 슬로건은 "자유민주·시장경제의 파수꾼"이다. 2009년 4월 16일 창간 4주년을 맞아 "Save Internet - 대한민국의 빛, 한반도의 어둠을 물리쳐라"를 캐치프레이즈로 내걸었다.

## 노선
조선일보 편집국장과 디지틀조선일보 사장을 역임한 인보길을 비롯하여 다수의 조선일보 출신의 임원으로 구성된 뉴데일리는 "자유 시장경제 수호를 기치로 내건 대기업 중심의 시장질서를 옹호한다"는 점에서 조선일보, 중앙일보, 동아일보나 그밖의 경제신문들과 다를 바가 없는 보수 성향의 언론을 표방하고 있다. 2011년 3월에는 '이승만연구소'를 설립해 대한민국 초대 대통령 이승만에 대한 재평가 사업을 벌이고 있다.

## 비판 및 오보 사례

### 과도한 4대강 "살리기" 사업 옹호
강기갑 민주노동당 대표는 이명박 정부에서 추진중인 4대강 사업의 홍보 홈페이지에 뉴데일리의 기사가 전체 홈페이지 내용의 59%를 차지한다며, 뉴데일리가 보수 정권에 대해 과도한 옹호를 하고 있다고 비판했다.

### 한상렬 기도 오보
2010년 7월 17일 뉴데일리는 "한상렬이 대한민국을 멸망하게 해달라"는 제목의 보도를 했다. 그러나 이 보도는 지난 6월 한 사이트의 게시판에서 한 네티즌이 "한상렬 목사의 기도 추측"이라는 제목의 글에서 써내려간 픽션으로 밝혀졌으며 네티즌이 작성한 원래 글에는 "멸망" 등의 단어는 포함되지 않은 것으로 확인되었다. 기사는 뉴데일리 기사가 보도된 다음날 삭제되었다. 뉴데일리가 인용한 사이트인 인사이드월드도 기사의 오보를 인정하고 내용을 수정하였다.

### 전교조에 대한 보도
오마이뉴스는 2010년 5월 21일, 뉴데일리가 왜곡 보도를 했다는 내용의 기사를 게재하였다. 2010년 5월 11일 '전교조 교사가 학생에게 김일성 대원수님 교육을 벌였다'는 취지의 기사가 뉴데일리의 대표 기사로써 네이버 뉴스캐스트에 올라왔는데, 기사 내용에 따르면 한 전교조 교사가 '통일OX퀴즈' 문제 중 2번 문항에 다음과 같은 문항을 냈다는 것이다.
2. 북한 인민학생들은 △경애하는 김일성 대원수님 어린 시절 △위대한 령도자 김정일 원수님 어린 시절 △공산주의 도덕 △국어 △수학 △력사(역사) △자연 △체육 △음악 △도화공작(미술) 등 모두 10개 과목을 배운다.

이어 뉴데일리는 전교조 전문가라는 김구현을 등장시키고, 김구현의 말을 빌어 '전교조가 경애하는 김일성 대원수님 어린 시절, 위대한 령도자 김정일 원수님 어린 시절이란 수식어까지 붙여 김일성을 미화 한다'고 주장했다. 하지만 오마이뉴스는 고유명사를 놓고 '김일성 대원수님 교육'을 한 것처럼 보이게 보도했다고 비판했다. 조선민주주의인민공화국이 위와 똑같은 교과서 명을 갖고 있기 때문이다.
고등학교 도덕교과서 122쪽을 보면 '조선민주주의인민공화국의 중학생들이 배우는 과목'이라면서 '위대한 령도자 김정일 원수님 어린 시절'을 포함해 전교조 교사가 출제했다는 내용이 고스란히 실려 있다. 이에 대해 한 교사는 "네이버 뉴스캐스트에 초등학생 수준만도 못한 글을 기사인 척 올려놓고 전교조를 비판하는 모습을 보니 기가 막히다"면서 "뉴데일리라는 매체는 우리나라 도덕교과서에 대한 명예훼손에 대해서도 책임져야 한다"고 했다.

### 2012년 대선보도
2012년 전국언론노동조합 대선공정보도실천위원회의 10월 10일~12일에 걸친 네티즌 대상 설문조사에서 뉴데일리의 10월 9일자 기사 《안철수 VS 문재인, 야권 후보 놓고 대혈투 돌입 '으르릉'》은 네티즌이 뽑은 최악의 대선보도 중 1건으로 추천되었다. 해당 기사에서 뉴데일리는 '혈투' '사활' '직격탄' 등의 자극적인 단어를 반복적으로 사용하였으며, 이에 대해 네티즌들은 "색깔론을 펼치며 후보 간 네거티브 효과를 이끌어 내려는 이간질 기사", "(해당 언론사를) 언론이라고 부를 수 있을지 모르겠다"라고 비판했다.

### 서울시 무상급식 관련 보도
뉴데일리는 2013년 1월 30일자로 ‘고발 강제 저급급식, 이걸 아이들 먹인다고?’ 라는 제하의 기사를 보도하면서 실제 급식량과 다르게 찍은 장곡초등학교 급식 사진, 스코틀랜드 급식 사진, 경기도 한 중학교의 개구리가 나온 김치 사진 등 서울시 급식 실태와 전혀 다른 사진을 가지고 서울시 급식 정책을 비판하는 기사를 게재했다. 뉴데일리는 확인 결과 사진을 삭제하는 정정보도를 했다.

## 연혁
- 2005년 10월 12일 창간[13]
- 2006년 9월 야후, 하나포스 뉴스제휴 협약
- 2007년 2월 한국인터넷미디어협회 창립주도 및 회원사 가입
- 2009년 3월 인보길 대표이사 취임
- 2009년 10월 22일 네이버 뉴스캐스트 시작
- 2011년 3월 뉴데일리 부속 이승만연구소 설립
- 2014년 2월 줌인터넷(주), 뉴스 검색제휴
- 2014년 7월 (사)인터넷신문위원회(기사, 광고) 가입
- 2015년 3월 11일 뉴데일리 부속 연구전담부서 뉴데일리 뉴미디어 연구소(NDLab) 설립
- 2015년 4월 인터넷TV "뉴데일리TV" 출범
- 2015년 5월 대중문화 뉴스 '뉴데일리스타' 출범
- 2015년 7월 사무실 이전(남대문 단암빌딩)
- 2016년 12월 한국인터넷신문협회 회원가입
- 2023년 2월 한국기자협회 가입

## 관련 인물
- 김영한 전 대표이사
- 인보길 대표이사
- 이진광 사장

## 같이 보기
- 한국인터넷미디어협회